# Mlokovka mlokovitá
Mlokovka mlokovitá (Lepidogalaxias salamandroides), donedávna též galaxie mlokovitá, je jediný zástupce čeledi mlokovkovití (Lepidogalaxiidae) a řádu mlokovky (Lepidogalaxiiformes). Je to malá, maximálně 7 cm dlouhá štíhlá rybka s nápadně vysokou hřbetní ploutví a s dlouhými paprsky břišních ploutví, o které se může opírat, když na dně číhá na kořist (např. na planktonní korýše). Přestože je mlokovka drobná a na první pohled nevýrazná, byla v odborné literatuře označena za jednu z nejvýjimečnějších sladkovodních ryb, neboť má řadu anatomických, etologických, ale i fylogenetických zvláštností. Vykazuje např. zřetelný sexuální dimorfismus: samci jsou nejen drobnější a tmavší, ale mají silně modifikovanou řitní ploutev, která funguje jako pářicí orgán – u mlokovek dochází k vnitřnímu oplodnění. Neobvyklá je i schopnost mlokovky otáčet hlavu vůči tělu skoro do pravého úhlu. Obývá extrémní prostředí perodicky vysychajících rašelinných tůní s nízkým pH, navíc na velmi omezeném území v jihozápadním cípu Austrálie. Během dlouhého období sucha estivuje zahrabaná do substrátu a chráněná slizovým obalem. Neobyčejná je i z hlediska příbuzenských vztahů: není blíže příbuzná ani galaxiím, ani lososovitým nebo štikovitým rybám, jak se původně předpokládalo, ale je evolučně zcela izolovanou bazální linií veliké rybí skupiny Euteleostei. V tomto tisíciletí v důsledku snížení úhrnu srážek dávaného do souvislosti s globálními klimatickými změnami dochází ke zmenšování plochy jejího biotopu. Některé studie naznačují, že do konce 21. století by kvůli ztrátě vhodných lokalit mohla tato unikátní ryba z volné přírody zmizet zcela. 

## Popis
Tělo mlokovky je protáhlé, štíhlé, válcovité nebo mírně ze stran stlačené, poměrně dlouhý ocasní násadec (tj. část těla zhruba od úrovně hřbetní a řitní ploutve dále) je zřetelně bočně zploštělý. Samice dorůstají maximálně asi 7 cm, většinou jsou menší. Maximální velikost samců je kolem 5 cm. Na bocích a na hřbetě mají mlokovky hnědou nebo nazelenale hnědou barvu a jsou po celé délce temně skvrnité. U samců bývá zbarvení tmavší a temné skvrny mohou splývat do tmavého pásu. Břicho je bílé. Paprsky ploutví jsou drobně, ale zřetelně hnědo-černě proužkované nebo tečkované.
Oči jsou na hlavě posazené vysoko a vpředu a jsou nepohyblivé, okohybné svaly chybí. V terminálních ústech, která dosahují až pod oko, jsou jednořadě uspořádané zoubky na čelistech a (opět v jediné řadě) i na patře, v ústech je přítomen jazyk. Dva páry nozder jsou přítomny na čenichu před očima, jak je u ryb obvyklé. Dva přední obratle před sebou mají poměrně výraznou mezeru, což přispívá k flexibilitě „krku“ (pravý krk jakožto orgán mezi hlavou a pletencem hrudní končetiny u ryb včetně mlokovky chybí) a ke schopnosti otáčet hlavou dolů a do stran. Hlavu jsou mlokovky schopny vůči trupu natočit prakticky až do pravého úhlu. Žebra jsou přítomna, ale jsou redukovaná, což dále přispívá k ohebnosti těla.
Na bocích je tělo pokryto velice tenkými, ale přesto zřetelnými cykloidními šupinami překrytými kůží. Na hřbetě, na břiše i na hlavě šupiny chybí. Od zadního okraje skřelí až k bázi ocasu běží nevýrazná postranní čára. V zadní třetině těla zhruba nad řitním otvorem je krátká, ale vysoká hřbetní ploutev. Přibližně uprostřed těla jsou břišní ploutve s prodlouženými a zčásti volnými prostředními paprsky. Za skřelemi jsou veslovité prsní ploutve. Ocas je dlouhý s nápadně konvexní (zaokrouhlenou) ocasní ploutví. Na horní i dolní hraně ocasu je nápadný průsvitný lem. Řitní ploutev u samic je zaoblená, standardně stavěná (blanitá), před ní je vysunutelná genitální papila někdy vykládaná jako kladélko. U samců je řitní ploutev prodloužená a silně modifikovaná, z větší části uložená v jakési pochvě tvořené kožními duplikaturami se zvětšenými šupinami, které ji ze stran kryjí. Řitní ploutev spolu se svou pochvou tvoří kanál, kterým jsou při páření vypuzeny spermie do těla samice – oplození je vnitřní. Spermie mají atypickou stavbu: na bázi axonemy chybí centriola, mezi jádrem a axonemou jsou dvě protáhlé mitochondrie. Přítomna je i organela považovaná za akrozom, který jinak u ryb ze skupiny kostnatí (Teleostei) až na výjimky chybí. K transformaci řitní ploutve samců dochází až při nástupu jejich pohlavní zralosti. Jednoduchý žaludek je u mlokovek vyvinut, střevo vytváří jedinou kličku. Na střevě nejsou přítomny pylorické vaky.

## Výskyt a ohrožení
Mlokovka obývá mělké rašeliništní vody jihozápadního cípu Austrálie v oblasti asi 180 km dlouhého pásu kolem města Northcliffe ohraničeného řekami Blackwood a Kent. Jde o hnědavě zbarvené neutrální až kyselé (až k pH asi 4) proudící i stojaté, většinou mělké a snadno se prohřívající vody bez vodní vegetace, ale často s vrstvou rostlinného materiálu (listí) na dně. V oblasti jsou vysoké srážky (přes 1200 mm ročně, většina srážek naprší v zimě), letní teploty dosahují asi 25–30 °C, zimní minima jsou kolem 5 °C. Vody obývané mlokovkami mohou přes léto vysychat; mlokovky se pak zavrtávají do dna, kde estivují. Přestože je mlokovka endemitem na značně omezeném území, pročež je velmi zranitelná, je v této oblasti lokálně hojná. Území, kde se vyskytuje, je součástí D’Entrecasteauxova národního parku. V tomto tisíciletí však dochází v důsledku klimatických změn ke zmenšování rozlohy unikátního biotopu, který mlokovka obývá (hlavně kvůli nižšímu úhrnu srážek, vysychání a poklesu spodní vody). Je možné, že při pokračujícím nepříznivém trendu během 21. století zcela zmizí lokality vhodné pro mlokovku a další zajímavé druhy z této oblasti, např. pro další estivující rybku, galaxii černopásou (Galaxiella nigrostriata). Vzhledem k unikátní anatomii, způsobu života i výjimečnému postavení v systému ryb je přitom mlokovka vnímána jako jeden z druhů, který zasluhuje prioritní ochranu. Nadějí na záchranu před jejím potenciálním vyhynutím je např. vytváření umělých jezírek, která by mohla původní lokality alespoň zčásti nahradit.

## Etologie
Ke kladení oplozených, skoro 2 mm velkých jiker dochází od května do srpna, tedy během australského pozdního podzimu a v zimě. Samice neklade všechny jikry naráz, ale postupně během delšího období. Mladé mlokovky se z jiker vykulí asi měsíc po jejich snesení (většina koncem srpna). Tou dobou se ve vodě vyskytuje i dostatečné množství planktonu (hlavně korýšů), jímž se živí dospělci i larvy, které během prvních měsíců života rychle rostou a část živin ukládají ve formě tukových zásob – ty jim poslouží k přežití první estivace. Čerstvě vylíhlé larvy jsou asi 5,5 mm dlouhé a zůstávají u dna. Přes čtvrtinu samců i samic dospívá během prvního roku života, většina až ve druhé sezóně. Některé mlokovky se dožijí i dalšího roku života, výjimečně dosáhnou věku přes čtyři roky. Rozmnožovat se mohou vícekrát za život.
Když mlokovky loví, zaujímají většinou neobvyklou pozici: leží na dně a přitom se opírají o ocas a o dlouhé paprsky břišních ploutví. Jejich tělo tak míří šikmo vzhůru a hlava je zvednutá nad substrát. V této pozici loví a požírají okolo plující potravu, za kterou otáčejí hlavu daleko do stran nebo dolů.
Letní období sucha překonávají mlokovky estivací. Proti vyschnutí je efektivně chrání slizový obal. Zahrabávají se do hloubky několika málo až asi 60 cm. Estivaci ukončují velmi rychle (mohou se objevit do 10 minut po zaplavení vyschlých jezírek) i po relativně málo vydatných srážkách.

## Systematika
paprskoploutvých ryb dle Straubeho a kol.
|  | stříbrnicotvární                                             |
|  |                                                              |
|  | \| \| lososotvární \| \| \| \| \| \| štikotvární \| \| \| \| |
|  |                                                              |
|  | lososotvární                                                 |
|  |                                                              |
|  | štikotvární                                                  |
|  |                                                              |

|  | lososotvární |
|  |              |
|  | štikotvární  |
|  |              |

|  | Stomiatii                                                |
|  |                                                          |
|  | \| \| galaxie \| \| \| \| \| \| Neoteleostei \| \| \| \| |
|  |                                                          |
|  | galaxie                                                  |
|  |                                                          |
|  | Neoteleostei                                             |
|  |                                                          |

|  | galaxie      |
|  |              |
|  | Neoteleostei |
|  |              |

|  | stříbrnicotvární                                             |
|  |                                                              |
|  | \| \| lososotvární \| \| \| \| \| \| štikotvární \| \| \| \| |
|  |                                                              |
|  | lososotvární                                                 |
|  |                                                              |
|  | štikotvární                                                  |
|  |                                                              |

|  | lososotvární |
|  |              |
|  | štikotvární  |
|  |              |

|  | Stomiatii                                                |
|  |                                                          |
|  | \| \| galaxie \| \| \| \| \| \| Neoteleostei \| \| \| \| |
|  |                                                          |
|  | galaxie                                                  |
|  |                                                          |
|  | Neoteleostei                                             |
|  |                                                          |

|  | galaxie      |
|  |              |
|  | Neoteleostei |
|  |              |

|  | stříbrnicotvární                                             |
|  |                                                              |
|  | \| \| lososotvární \| \| \| \| \| \| štikotvární \| \| \| \| |
|  |                                                              |
|  | lososotvární                                                 |
|  |                                                              |
|  | štikotvární                                                  |
|  |                                                              |

|  | lososotvární |
|  |              |
|  | štikotvární  |
|  |              |

|  | Stomiatii                                                |
|  |                                                          |
|  | \| \| galaxie \| \| \| \| \| \| Neoteleostei \| \| \| \| |
|  |                                                          |
|  | galaxie                                                  |
|  |                                                          |
|  | Neoteleostei                                             |
|  |                                                          |

|  | galaxie      |
|  |              |
|  | Neoteleostei |
|  |              |

|  | stříbrnicotvární                                             |
|  |                                                              |
|  | \| \| lososotvární \| \| \| \| \| \| štikotvární \| \| \| \| |
|  |                                                              |
|  | lososotvární                                                 |
|  |                                                              |
|  | štikotvární                                                  |
|  |                                                              |

|  | lososotvární |
|  |              |
|  | štikotvární  |
|  |              |

|  | Stomiatii                                                |
|  |                                                          |
|  | \| \| galaxie \| \| \| \| \| \| Neoteleostei \| \| \| \| |
|  |                                                          |
|  | galaxie                                                  |
|  |                                                          |
|  | Neoteleostei                                             |
|  |                                                          |

|  | galaxie      |
|  |              |
|  | Neoteleostei |
|  |              |

|  | stříbrnicotvární                                             |
|  |                                                              |
|  | \| \| lososotvární \| \| \| \| \| \| štikotvární \| \| \| \| |
|  |                                                              |
|  | lososotvární                                                 |
|  |                                                              |
|  | štikotvární                                                  |
|  |                                                              |

|  | lososotvární |
|  |              |
|  | štikotvární  |
|  |              |

|  | Stomiatii                                                |
|  |                                                          |
|  | \| \| galaxie \| \| \| \| \| \| Neoteleostei \| \| \| \| |
|  |                                                          |
|  | galaxie                                                  |
|  |                                                          |
|  | Neoteleostei                                             |
|  |                                                          |

|  | galaxie      |
|  |              |
|  | Neoteleostei |
|  |              |

|  | stříbrnicotvární                                             |
|  |                                                              |
|  | \| \| lososotvární \| \| \| \| \| \| štikotvární \| \| \| \| |
|  |                                                              |
|  | lososotvární                                                 |
|  |                                                              |
|  | štikotvární                                                  |
|  |                                                              |

|  | lososotvární |
|  |              |
|  | štikotvární  |
|  |              |

|  | Stomiatii                                                |
|  |                                                          |
|  | \| \| galaxie \| \| \| \| \| \| Neoteleostei \| \| \| \| |
|  |                                                          |
|  | galaxie                                                  |
|  |                                                          |
|  | Neoteleostei                                             |
|  |                                                          |

|  | galaxie      |
|  |              |
|  | Neoteleostei |
|  |              |

|  | stříbrnicotvární                                             |
|  |                                                              |
|  | \| \| lososotvární \| \| \| \| \| \| štikotvární \| \| \| \| |
|  |                                                              |
|  | lososotvární                                                 |
|  |                                                              |
|  | štikotvární                                                  |
|  |                                                              |

|  | lososotvární |
|  |              |
|  | štikotvární  |
|  |              |

|  | Stomiatii                                                |
|  |                                                          |
|  | \| \| galaxie \| \| \| \| \| \| Neoteleostei \| \| \| \| |
|  |                                                          |
|  | galaxie                                                  |
|  |                                                          |
|  | Neoteleostei                                             |
|  |                                                          |

|  | galaxie      |
|  |              |
|  | Neoteleostei |
|  |              |

|  | stříbrnicotvární                                             |
|  |                                                              |
|  | \| \| lososotvární \| \| \| \| \| \| štikotvární \| \| \| \| |
|  |                                                              |
|  | lososotvární                                                 |
|  |                                                              |
|  | štikotvární                                                  |
|  |                                                              |

|  | lososotvární |
|  |              |
|  | štikotvární  |
|  |              |

|  | Stomiatii                                                |
|  |                                                          |
|  | \| \| galaxie \| \| \| \| \| \| Neoteleostei \| \| \| \| |
|  |                                                          |
|  | galaxie                                                  |
|  |                                                          |
|  | Neoteleostei                                             |
|  |                                                          |

|  | galaxie      |
|  |              |
|  | Neoteleostei |
|  |              |

|  | stříbrnicotvární                                             |
|  |                                                              |
|  | \| \| lososotvární \| \| \| \| \| \| štikotvární \| \| \| \| |
|  |                                                              |
|  | lososotvární                                                 |
|  |                                                              |
|  | štikotvární                                                  |
|  |                                                              |

|  | lososotvární |
|  |              |
|  | štikotvární  |
|  |              |

|  | Stomiatii                                                |
|  |                                                          |
|  | \| \| galaxie \| \| \| \| \| \| Neoteleostei \| \| \| \| |
|  |                                                          |
|  | galaxie                                                  |
|  |                                                          |
|  | Neoteleostei                                             |
|  |                                                          |

|  | galaxie      |
|  |              |
|  | Neoteleostei |
|  |              |

|  | stříbrnicotvární                                             |
|  |                                                              |
|  | \| \| lososotvární \| \| \| \| \| \| štikotvární \| \| \| \| |
|  |                                                              |
|  | lososotvární                                                 |
|  |                                                              |
|  | štikotvární                                                  |
|  |                                                              |

|  | lososotvární |
|  |              |
|  | štikotvární  |
|  |              |

|  | Stomiatii                                                |
|  |                                                          |
|  | \| \| galaxie \| \| \| \| \| \| Neoteleostei \| \| \| \| |
|  |                                                          |
|  | galaxie                                                  |
|  |                                                          |
|  | Neoteleostei                                             |
|  |                                                          |

|  | galaxie      |
|  |              |
|  | Neoteleostei |
|  |              |

|  | stříbrnicotvární                                             |
|  |                                                              |
|  | \| \| lososotvární \| \| \| \| \| \| štikotvární \| \| \| \| |
|  |                                                              |
|  | lososotvární                                                 |
|  |                                                              |
|  | štikotvární                                                  |
|  |                                                              |

|  | lososotvární |
|  |              |
|  | štikotvární  |
|  |              |

|  | Stomiatii                                                |
|  |                                                          |
|  | \| \| galaxie \| \| \| \| \| \| Neoteleostei \| \| \| \| |
|  |                                                          |
|  | galaxie                                                  |
|  |                                                          |
|  | Neoteleostei                                             |
|  |                                                          |

|  | galaxie      |
|  |              |
|  | Neoteleostei |
|  |              |

|  | stříbrnicotvární                                             |
|  |                                                              |
|  | \| \| lososotvární \| \| \| \| \| \| štikotvární \| \| \| \| |
|  |                                                              |
|  | lososotvární                                                 |
|  |                                                              |
|  | štikotvární                                                  |
|  |                                                              |

|  | lososotvární |
|  |              |
|  | štikotvární  |
|  |              |

|  | Stomiatii                                                |
|  |                                                          |
|  | \| \| galaxie \| \| \| \| \| \| Neoteleostei \| \| \| \| |
|  |                                                          |
|  | galaxie                                                  |
|  |                                                          |
|  | Neoteleostei                                             |
|  |                                                          |

|  | galaxie      |
|  |              |
|  | Neoteleostei |
|  |              |

|  | stříbrnicotvární                                             |
|  |                                                              |
|  | \| \| lososotvární \| \| \| \| \| \| štikotvární \| \| \| \| |
|  |                                                              |
|  | lososotvární                                                 |
|  |                                                              |
|  | štikotvární                                                  |
|  |                                                              |

|  | lososotvární |
|  |              |
|  | štikotvární  |
|  |              |

|  | Stomiatii                                                |
|  |                                                          |
|  | \| \| galaxie \| \| \| \| \| \| Neoteleostei \| \| \| \| |
|  |                                                          |
|  | galaxie                                                  |
|  |                                                          |
|  | Neoteleostei                                             |
|  |                                                          |

|  | galaxie      |
|  |              |
|  | Neoteleostei |
|  |              |

|  | stříbrnicotvární                                             |
|  |                                                              |
|  | \| \| lososotvární \| \| \| \| \| \| štikotvární \| \| \| \| |
|  |                                                              |
|  | lososotvární                                                 |
|  |                                                              |
|  | štikotvární                                                  |
|  |                                                              |

|  | lososotvární |
|  |              |
|  | štikotvární  |
|  |              |

|  | Stomiatii                                                |
|  |                                                          |
|  | \| \| galaxie \| \| \| \| \| \| Neoteleostei \| \| \| \| |
|  |                                                          |
|  | galaxie                                                  |
|  |                                                          |
|  | Neoteleostei                                             |
|  |                                                          |

|  | galaxie      |
|  |              |
|  | Neoteleostei |
|  |              |

|  | stříbrnicotvární                                             |
|  |                                                              |
|  | \| \| lososotvární \| \| \| \| \| \| štikotvární \| \| \| \| |
|  |                                                              |
|  | lososotvární                                                 |
|  |                                                              |
|  | štikotvární                                                  |
|  |                                                              |

|  | lososotvární |
|  |              |
|  | štikotvární  |
|  |              |

|  | Stomiatii                                                |
|  |                                                          |
|  | \| \| galaxie \| \| \| \| \| \| Neoteleostei \| \| \| \| |
|  |                                                          |
|  | galaxie                                                  |
|  |                                                          |
|  | Neoteleostei                                             |
|  |                                                          |

|  | galaxie      |
|  |              |
|  | Neoteleostei |
|  |              |

|  | stříbrnicotvární                                             |
|  |                                                              |
|  | \| \| lososotvární \| \| \| \| \| \| štikotvární \| \| \| \| |
|  |                                                              |
|  | lososotvární                                                 |
|  |                                                              |
|  | štikotvární                                                  |
|  |                                                              |

|  | lososotvární |
|  |              |
|  | štikotvární  |
|  |              |

|  | Stomiatii                                                |
|  |                                                          |
|  | \| \| galaxie \| \| \| \| \| \| Neoteleostei \| \| \| \| |
|  |                                                          |
|  | galaxie                                                  |
|  |                                                          |
|  | Neoteleostei                                             |
|  |                                                          |

|  | galaxie      |
|  |              |
|  | Neoteleostei |
|  |              |

Mlokovka má v systému paprskoploutvých ryb význačné postavení: je bazální linií obrovské skupiny Euteleostei, což z ní činí velmi cenný objekt z hlediska výzkumu evoluce ryb. Skupina Euteleostei zahrnuje všechny pokročilé ryby, které jsou evolučně bližší ostnoploutvým nežli máloostným rybám (ryby evolučně bližší máloostným pak tvoří skupinu Otomorpha, která je skupině Euteleostei sesterská). Patří sem namátkou např. lososovité nebo štikovité ryby jako zástupci primitivnějších euteleosteí, hrdloploutví nebo hlubinovky coby ukázky pokročilejších mořských linií ze skupiny Neoteleostei, kam se řadí i velice diverzifikovaná skupina tzv. perkomorfních ryb, z nichž většina dříve tvořila řád ostnoploutví v širokém slova smyslu. Monofyletické skupině všech těchto euteleostních ryb je mlokovka sesterskou linií a umožňuje tak lépe pochopit její evoluční historii. Pleziomorfní morfologický znak, který podporuje bazální postavení mlokovky mezi Euteleostei, je v kosti uzavřený předskřelový smyslový kanál (součást proudového orgánu); u ostatních euteleosteí není v kosti uzavřen, ale je jen uložen v kostní rýze.

### Vývoj názorů na zařazení mlokovky
Mlokovku popsal r. 1961 nizozemský zoolog Gerlof Fokko Mees, který byl v té době zaměstnancem Západoaustralského muzea v Perthu, kam byl o dva roky dříve jistou paní E. Godridgeovou zaslán k určení první známý exemplář mlokovky. Protože záhy vyšlo najevo, že jde o nový druh ryby, byly na stejné lokalitě (šlo o řeku Shannon) naloveny další exempláře, na jejichž základě byl druh popsán. Meesem ustanovené pojmenování rodu (tedy „Lepidogalaxias“) mělo odrážet jeho původní názor, že se jedná o zástupce skupiny galaxií neobvyklého přítomností šupin (z řeckého λεπίς, šupina). Přestože zařadil mlokovku do čeledi galaxiovitých, byl si vědom, že se od „ostatních“ galaxií v řadě ohledů liší. Tento názor o významné odlišnosti mlokovky od galaxií podpořili i další odborníci, kteří se koncem 60. a začátkem 70. let 20. stol. přiklonili k formálnímu zařazení mlokovky do samostatné čeledi. Mezi nimi to byl zejména R. S. Frankenberg, který vyjádřil názor o značně primitivní morfologii a anatomii mlokovky (označil ji dokonce za „živoucí zkamenělinu“) a pochyboval i o oprávněnosti řazení mlokovky do příbuzenstva lososovitých ryb, kam byly v té době řazeny „pravé“ galaxie.
Na základě anatomických znaků a jejich analýz byla mlokovka v pozdním 20. a na začátku 21. století považována různými autory za příbuznou lososovitým, štikovitým nebo dalším čeledím z tehdy široce pojímané skupiny Protacanthopterygii, kam se řadily např. ještě koruškovití nebo stříbrnicovití. Periodicky se ale vracela i hypotéza o blízkém vztahu mezi mlokovkou a galaxiemi. Teprve fylogenetické analýzy molekulárních dat ukázaly silnou parafylii celé skupiny Protacanthopterygii v tehdejším pojetí a hlavně bazální postavení mlokovky v rámci obrovské rybí skupiny označované jako Euteleostei.